# Kundan Lal Saigal

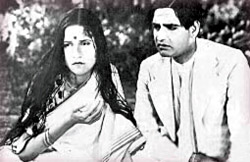
Kundan Lal Saigal (rechts) mit Jamuna in Devdas (1935)

Kundan Lal Saigal (häufig als K. L. Saigal; Hindi: कुन्दन लाल सहगल, Kundan Lāl Sahagal; * 4. April 1904 in Nawa Shahar Jammu; † 18. Januar 1947 in Jalandhar, Punjab) war ein indischer Sänger und Schauspieler. Er gilt als erster Superstar des Hindi-Films: Seine Darstellung der Titelrolle in P. C. Baruas Devdas setzte den Standard für das Spiel in indischen musikalischen Melodramen und er inspirierte mit seinem Gesang spätere Sänger indischer Filmmusik wie Mukesh, Talat Mahmood, Kishore Kumar und Kozhikode Abdul Qadir.

## Biografie
Bereits als Kind trat Saigal als Sita in Ramlila-Aufführungen auf. Eine formale Schauspiel- oder Gesangsausbildung erhielt er nicht, doch er intonierte Gedichte des Mirza Ghalib in einem eigenen thumriähnlichen Stil. Eine erste Schallplatte mit Aufnahmen von ihm wurde Anfang der 1930er bei der Indian Gramophone Company veröffentlicht. Saigal arbeitete jedoch hauptberuflich als Verkäufer von Schreibmaschinen als B. N. Sircar ihn 1932 wegen seiner sängerischen Fähigkeiten für die Filmgesellschaft New Theatres in Calcutta engagierte.
Kundan Lal Saigal hatte sein Filmdebüt 1932 in drei Urdu-Filmen von Premankur Atorthy. In den folgenden Jahren trat er zumeist in den Hindi-Filmen des Studios unter der Regie von Debaki Bose, Nitin Bose und P. C. Barua auf, darunter in der Titelrolle des ersten großen Hindi-Erfolgs von New Theatres: Nitin Boses Chandidas (1934). Sein Gesangsstil wurde in dieser Zeit unter dem Filmmusikkomponisten Rai Chand Boral geschult, später sang er dort auch Stücke von Timir Baran und Pankaj Mullick. Mit Devdas (1936), in dessen Hindi-Version er die Titelrolle spielte, erlangte Saigal seinen herausragenden Popularitätsstatus. In der bengalischen Version spielte er nur eine kleine Rolle – sein erster Auftritt in einem Film dieser Sprache – und sang zwei Filmlieder, ebenso in P. V. Raos tamilischer Version aus dem Jahr 1936. In Pujarin, dem Hindi-Remake des ersten bengalischen Tonfilms Dena Paona (1931), war K. L. Saigal nach Devdas gleich in einer weiteren Saratchandra-Chattopadhyay-Verfilmung zu sehen.
Bis 1941 blieb Kundan Lal Saigal bei New Theatres und war mit seiner Popularität als Darsteller und Sänger, sowohl in den bengalischen als auch in den Hindi-Versionen der Filme, der dominierend Star der Filmgesellschaft. 1938 spielte und sang er unter Nitin Boses Regie in Dushman – einem Film, der im Rahmen von Lady Linlithgows (Ehefrau des neuen Generalgouverneurs in Indien) Immunisierungsprogramms gegen Tuberkulose auf Bestreben des Tuberkulose-Fonds der Regierung zur Mobilisierung der Bevölkerung entstand – und in Phani Majumdars Regiedebüt Street Singer. In Zindagi (1940) war Saigal nach Devdas zum zweiten Mal an der Seite von Jamuna, der Ehefrau des Regisseurs P. C. Barua zu sehen. Er verkörperte in diesem Film einen Vagabunden, der mit einer Frau zusammenlebt, die von ihrem Ehemann weggelaufen ist. Mit der Rolle in Parichay (1941) prägte er das Stereotyp des romantisierten, in der Liebe vernachlässigten Künstlers, wie es auch von Guru Dutt in Pyaasa erfolgreich aufgegriffen wurde.
1942 ging Kundan Lal Saigal nach Bombay und arbeitete fortan für Chandulal Shahs Filmgesellschaft Ranjit Movietone. Sein erster Film für dieses Studio wurde Bhakta Surdas von Chaturbhuj Doshi. In der Rolle des Hofmusikers Tansen in Jayant Desais gleichnamigem Film aus dem Jahr 1943 erreichte Saigal den ersten Höhepunkt seiner Karriere in Bombayer Filmproduktionen. Bei Hemchandra Chunders Weltkriegs-Liebesfilm Meri Bahen, der insbesondere auf Saigals Interpretationen der Filmlieder von Pankaj Mullick baute, stand er 1944 noch einmal für New Theatres vor der Kamera. Seinen letzten Filmerfolg hatte er in A. R. Kardars Kostümdrama Shahjehan (1946).
Saigal starb 1947 im Alter von nur 42 Jahren. 1955 entstand unter der Regie von Nitin Bose der Film Amar Saigal über das Leben des Schauspielers und Sängers, in dem zahlreiche Lieder aus Saigals Filmen zu sehen sind. Von Saigals insgesamt 185 Tonaufnahmen sind 142 Lieder aus Filmen, die anderen Bhajans und Ghazals.

## Filmografie
- 1932: Mohabbat Ke Aansoo
- 1932: Zinda Lash
- 1932: Subah Ka Sitara
- 1933: Puran Bhakt
- 1933: Rajrani Meera
- 1933: Yahudi Ki Ladki
- 1933: Dulari Bibi
- 1934: Chandidas
- 1934: Daku Mansoor
- 1934: Mohabbat Ki Kasauti
- 1935: Karwan-e-Hayat
- 1935: Devdas/Devdas (Bengalisch/Hindi)
- 1935: Bijoya
- 1936: Karodpati
- 1936: Pujarin
- 1937: Didi/President (Bengalisch/Hindi)
- 1938: Desher Mati/Dharti Mata (Bengalisch/Hindi)
- 1938: Street Singer/Saathi (Hindi/Bengalisch)
- 1938: Dushman/Jiban Maran (Hindi/Bengalisch)
- 1940: Zindagi
- 1941: Parichay/Lagan (Bengalisch/Hindi)
- 1942: Bhakta Surdas
- 1943: Tansen
- 1944: Bhanwara
- 1944: Meri Bahen
- 1945: Kurukshetra
- 1945: Tadbir
- 1946: Omar Khayyam
- 1946: Shahjehan
- 1947: Parwana